# Сиво-черна бучка
Сиво-черната бучка, наричана също яместа бучка или сива дипленка (Helvella lacunosa), е вид неядлива торбеста гъба от семейство Helvellaceae.

## Описание
Плодното тяло е изградено от две части – едната наподобяваща шапка, а другата – пънче. Шапкоподобната спороносна част достига 10 cm на широчина и е силно нагъната и най-често е съставена от две-три произволно разположени седловидни образувания. Повърхността ѝ е гладка, понякога леко кадифена от споровия прах. На цвят е бледосива, сивкаво-бежова, тъмносива до почти черна. Пънчеподобната стерилна част е цилиндрична или леко разширена в основата и е изградена от множество ямки и ребра. Тя е крехка, на цвят белезникава до сивкава, понякога с жълтеникав оттенък на места. Месото е тънко, крехко, наподобяващо восък и има неопределен вкус. Макар според някои източници гъбата да е ядлива, съмненията за наличие на токсични съединения в нея я правят непрепоръчителна за консумация. Съществуват сведения, че причинява коремни болки, когато се яде сурова.

## Местообитание
Среща се през юни – октомври поединично или на малки групи в широколистни, смесени и иглолистни гори.